# Matrix Software
«Matrix Software» (яп. 株式会社マトリックス Кабусики-гайся Маториккусу) — японская компания, разработчик видеоигр. Основана в июле 1994 года Косукэ Охори и бывшими членами Climax Entertainment и Telenet Japan.
В основном специализируется на разработке игр jRPG жанра и игр по мотивам аниме, дебютный проект компании Alundra был издан в апреле 1997 года.

## Список Игр
- Alundra (1997)
- Alundra 2 (1999)
- Avalon Code (2008)
- Cluster Edge (2007)
- Dragon Quest V (2004)
- Dragon Quest Characters: Torneko no Daibōken 3 (2002)
- Dual Hearts (2002)
- Final Fantasy III (Nintendo DS)(2006)
- Final Fantasy IV (Nintendo DS) (2007)
- Final Fantasy IV the After: Tsuki no Kikan (2008)
- Futari wa Precure Max Heart: Danzen! DS de Precure Chikara o Awasete Dai Battle (2005)
- Kureyon Shinchan Saikyou Kazoku Kasukabekingu Ui (2006)
- Hikari no 4 Senshi: Final Fantasy Gaiden (2009)
- Nectaris: Military Madness (1998)
- Nostalgia (2008)
- One Piece: Gear Spirit (2007)
- Tamago de Pazuru (1999)
- Tales of VS. (2009)
- Torneko: The Last Hope (1999)
- Yu Yu Hakusho: Dark Tournament (2005)